# Bølgekronet storkenæb
Bølgekronet storkenæb (Geranium phaeum) er en 30-70 cm høj urt, der i Danmark vokser nær bebyggelse og langs veje.

## Beskrivelse
Bølgekronet storkenæb er en flerårig, urteagtig plante med en opret vækst. Stænglen er kun let forgrenet, den er rund i tværsnit og dækket af lange hår. Bladene danner det første år en grundstillet roset. Derefter sidder de spredtstillet op ad stænglen. De er omtrent runde og håndfligede med tandet rand. Oversiden er græsgrøn og rynket med forsænkede bladribber, mens undersiden er noget lysere og forsynet med spredte hår.
Blomstringen sker i juni-august, hvor man finder de nikkende blomster i åbne, endestillede stande. Blomsterne er regelmæssige og 5-tallige med brunviolette, krusede kronblade. Frugterne er en 5-rummet kapsel med mange frø.
Rodnettet består af en kort, krybende jordstængel og et trævnet rodsystem.
Højde x bredde og årlig tilvækst: 0,50 x 0,25 m (50 x 25 cm/år).

## Voksested
Arten er udbredt i det østlige og sydlige Europa, hvor den er knyttet til lysåbne eller let skyggede voksesteder med kalkrig, veldrænet, men fugtig jord. I Danmark er den ret sjælden nær bebyggelse og ved vejkanter. Den er ikke kendt fra Midt- og Vestjylland samt Bornholm, Anholt og Læsø.
I Dyje dalen nær Hardegg, dvs. i Podyjí nationalpark, som ligger langs den tjekkisk-østrigske grænse og har sammenhæng med Thayadal nationalparken i Østrig, findes arten sammen med bl.a. Achillea pannonica (en art af røllike), aksrapunsel, akselrøn, avnbøg, alm. berberis, bøg, fjergræs, hasselurt, liguster, merian, vintergæk, alm. ædelgran, bakkestar, bjerglæbeløs, blå anemone, Carex supina (en art af star), dværgkirsebær, engsalvie, farvegåseurt, festuca valesiaca, fladkravet kodriver, gul løg, gul skabiose, hvid diktam, hvid staudeklematis, hvid stenurt, håret flitteraks, kantet konval, kirsebærkornel, kranslilje, liljekonval, murrude, mørk kongelys, navr, peberbusk, pilealant, pilebladet tusindstråle, rank potentil, skovfyr, skovmærke, skærmokseøje, skørpil, smalbladet klokke, småbladet lind, sommeranemone, stenærenpris, stor knopurt, storbladet lind, tarmvridrøn, tidlig timian, tjærenellike, tysk visse, vintereg, virgilaster, vortet benved, vårfladbælg, weichsel, ædelkortlæbe og ægte alpeviol
| Portal | Portal:Botanik |

## Note
1. ↑  Milan Chytrý og Vít Grulich: Podyjí National Park: Botanical Excursion Guide (engelsk)